# Primera guerra servil
La primera guerra servil (135 a. C. - 132 a. C.) comenzó con el levantamiento de los esclavos de Sicilia contra los romanos. Eunoo, que afirmaba ser un profeta, y Cleón, alzado como general de los sublevados, fueron sus líderes. Se produjeron batallas menores con resultado victorioso para los rebeldes, que contaban con un contingente de entre 60.000 y 200.000 hombres, habiendo tomado la ciudad de Enna, en el centro de la ínsula, hecho profetizado por Eunoo, hasta el desembarco de un ejército romano en la isla de 70.000 efectivos que sofocó finalmente la sedición.

## Antecedentes
El levantamiento de los esclavos se debió sobre todo a los cambios de propiedad subsiguientes a la expulsión de los cartagineses de la isla durante la segunda guerra púnica. Los especuladores italianos se apresuraron a llegar a la isla y compraron a los sicilianos grandes lotes de tierra a bajos precios o llegaron a ser los ocupantes de haciendas completas, que habían pertenecido a la parte cartaginesa de Sicilia, o bien fueron incautadas por Roma tras la huida o ejecución de sus antiguos amos.
Los sicilianos de la zona romana siguieron este ejemplo y se hicieron ricos a expensas de sus vecinos. Los esclavos eran baratos y Sicilia era una zona donde había un flujo de grano seguro, con excedentes para exportar a Italia, que sufría los estragos de la guerra. Por ello Sicilia se llenó de esclavos, que eran empleados en cultivar grano para los grandes propietarios, sicilianos o italianos, que no los alimentaban correctamente y tenían que robar de los cultivos para asegurar su propio sustento. Los sicilianos pobres fueron los que más sufrieron esta situación; pues los grandes propietarios estaban muy contentos con sus esclavos y les mantenían a sus expensas. Esta zona que normalmente estaba en paz y llena de grandes propietarios que exportaban grano a Italia todos los años, sin embargo no estaba exenta de tensiones internas que ponían en peligro la propia provincia. Tras setenta u ochenta años de dominio romano, los esclavos se rebelaron por primera vez.

## Guerra servil
El jefe de los esclavos inició la rebelión con doscientos mil hombres entre los cuales había mujeres y niños. El líder de los esclavos era de Siria, se llamaba Eunoo y se había dedicado a ser profeta y mago entre los esclavos. Gracias a estas profecías Eunoo alcanzó la jefatura de las tropas cuando estalló la rebelión. Según algunos historiadores, Eunoo era un hombre más astuto que capaz, aunque los únicos que escribieron sobre él fueron sus enemigos. Las victorias que obtuvo frente a los romanos fueron mérito de su lugarteniente, un cilicio llamado Cleón, pero debió ser un hombre de una considerable habilidad para mantener su puesto durante tanto tiempo. La capacidad militar de Cleón, sin embargo, debió ser limitada y sólo algo mejor que la de sus soldados-esclavos. Cleón cayó en batalla y Eunoo fue capturado, pero murió antes de ser ajusticiado.
La guerra duró de 135 a. C. a 132 a. C. Fue la primera de las tres rebeliones de esclavos que asolaron a la República Romana, años después ocurrió la segunda guerra servil y luego la última y más importante, la tercera guerra servil comandada por Espartaco.